# Стоян-Заимово
Стоя̀н-Заѝмово е село в Южна България, община Чирпан, област Стара Загора.

## География
Село Стоян-Заимово се намира на около 24 km запад-югозападно от областния център Стара Загора и 16 km северно от общинския център Чирпан. Разположено е в северната част на Чирпанските възвишения, в зашумената долина на течащата от северозапад на югоизток през селото малка река от речната система на река Ракитница. Надморската височина в центъра на селото е около 374 m. Климатът е преходно-континентален.
Общински път води от Стоян-Заимово на юг – с раклонение на изток към село Могилово – през село Изворово до връзка с третокласния републикански път III-608 и по него на юг през село Спасово към Чирпан.
Землището на село Стоян-Заимово граничи със землищата на: село Съединение на северозапад; село Сладък кладенец на север; село Могилово на североизток и изток; село Винарово на югоизток; село Изворово на юг и запад; село Найденово на северозапад.
Етническият състав на населението на село Стоян-Заимово по численост и дял на етническите групи според преброяването през 2011 г. е:
| Етнически групи     | Численост | Дял (в %) |
| Общо                | 80        | 100       |
| Българи             | 74        | 92,50     |
| Турци               | 0         | 0         |
| Цигани              | ...       | ...       |
| Други               | ...       | ...       |
| Не се самоопределят | ...       | ...       |
| Не отговорили       | 5         | 6,25      |

Числеността на населението на село Стоян-Заимово по данните от преброяванията от 1934 г. насам се променя както следва:
| \| Година на преброяване \| Численост \| \| --------------------- \| --------- \| \| 1934 \| 717 \| \| 1946 \| 689 \| \| 1956 \| 593 \| \| 1965 \| 196 \| \| 1975 \| 73 \| \| 1985 \| 100 \| \| 1992 \| 86 \| \| 2001 \| 76 \| \| 2011 \| 80 \| \| 2021 \| 75 \| |           |
| Година на преброяване | Численост |
| 1934 | 717       |
| 1946 | 689       |
| 1956 | 593       |
| 1965 | 196       |
| 1975 | 73        |
| 1985 | 100       |
| 1992 | 86        |
| 2001 | 76        |
| 2011 | 80        |
| 2021 | 75        |

.

## История
След Руско-турската война 1877 – 1878 г. по Берлинския договор 1878 г. селото – тогава с име Карапча, остава в Източна Румелия; присъединено е към България след Съединението 1885 г. Селото с име Карапча е преименувано на Бедняково през 1906 г. и на Стоян-Заимово през 1934 г. Предполага се, че селото е родно място на националреволюционера, един от апостолите на Априлското въстание, просветен деец, общественик и писател Стоян Заимов. Според Българска енциклопедия (Братя Данчови), издадена в София през 1936 г., Стоян Заимов е роден в село Рупките.
Читалище „Стоян Заимов 2016“ е създадено през 2016 г. От 2009 г. на законово основание към наименованието на читалище се добавя годината на неговото първоначално създаване, поради което читалището в село Стоян-Заимово се нарича „Стоян Заимов 2016“.

## Обществени институции
В село Стоян-Заимово към 2025 г. има читалище „Стоян Заимов 2016“;

## Културни и природни забележителности
Средновековният манастир „Св. Пантелеймон“ се намира в местността „Голяма черква“, на около един километър северозападно от село Стоян-Заимово и 21 km северно от град Чирпан. Разположените върху хълм от Чирпанските възвишения останки на отдавна разрушената обител са скътани сред гъста растителност от дървета и храсти, оформящи естествена защита. За възникването и историята на манастира исторически сведения не са достигнали до нас или поне няма известни такива. Всичко, което се знае за него, изхожда от легенди, предания и свидетелства на местни жители. Последните са били причина преди години да дойде тук екип от археолози, които реално засвидетелствали основи на християнски храм и на други манастирски сгради. В местността се забелязват руини от каменни градежи, останки от строителни материали и керамика са пръснати из целия терен, произходът на които все още не е докрай проучен. Интересен е фактът, че светите места в района на село Стоян Заимово не се ограничават само с „Голяма черква“. В околността има и други черковища, назовавани от хората като: „Гергьовска черква“, „Медна черква“, „Брайкова черква“, „Свети Илия“ и др. Вероятно на това място някога е съществувал не само един манастир, а цял комплекс от манастири и църкви – една малка Света гора.
Село Стоян-Заимово попада в обхвата на Защитената зона по директивата за местообитанията „Чирпански възвишения“.